# 1987 dans les parcs de loisirs
| Années des parcs de loisirs : 1984 - 1985 - 1986 - 1987 - 1988 - 1989 - 1990    |
| Décennies des parcs de loisirs : 1950 - 1960 - 1970 - 1980 - 1990 - 2000 - 2010 |

## Parcs d'attractions

### Ouverture
- American Adventure ( Royaume-Uni) ouvert au public le 27 juin.
- Babyland-Amiland ( France)
- Futuroscope ( France) ouvert au public le 31 mai.
- Kentucky Kingdom ( États-Unis) ouvert au public le 23 mai.
- Mirapolis ( France) ouvert au public le 20 mai.
- Nigloland ( France) ouvert au public le 13 juin.
- Oakwood Leisure Park ( Royaume-Uni)
- Seoul Land ( Corée du Sud)
- Zygofolis ( France) ouvert au public le 1er juillet.

### Fermeture
- Lillom ( France)

### Changement de nom
- Hansaland devient Hansa-Park ( Allemagne)
- Morecambe Pleasure Park devient Frontierland ( Royaume-Uni). Le parc adopte le thème de l'Ouest américain.

## Parcs aquatiques

### Ouverture
- Aqualibi ( Belgique) ouvert au public le 6 juillet.
- Guadalpark ( Espagne)
- Sea World Water Park ( Australie)

## Évènements
- 24 mars : Signature de la convention pour la création et l'exploitation d'Euro Disneyland en France entre le gouvernement français et The Walt Disney Company sur la création du complexe de loisirs d'Euro Disney Resort et l'aménagement du secteur IV de Marne-la-Vallée.
- 11 avril : Premières montagnes russes à posséder six inversions : Vortex à Kings Island aux États-Unis.
- 20 mai : Inauguration de Mirapolis par le premier ministre Jacques Chirac[1].
- L'année 1987 voit 2,5 millions de français fréquenter leurs parcs de loisirs. À titre d'exemple, les belges sont 3,5 millions à se rendre dans leurs parcs d'attractions[2].

## Attractions
Ces listes sont non exhaustives.

### Montagnes russes

#### Délocalisations
| Nom                                             | Type/Modèle                    | Constructeur                  | Parc              | Pays        | Anciennement                                  |
| ----------------------------------------------- | ------------------------------ | ----------------------------- | ----------------- | ----------- | --------------------------------------------- |
| Blauer Enzian                                   | E-Powered                      | Mack Rides                    | Neue Traumland    | Allemagne   | Attraction foraine                            |
| Blue Streak Devenu Woodstock's Express en 2010. | Junior                         | Intamin                       | Great America     | États-Unis  | Scooby Doo à Splashtown Water Park            |
| Canobie Corkscrew                               | Assises / Corkscrew            | Arrow Dynamics                | Canobie Lake Park | États-Unis  | Corkscrew à Alabama State Fairgrounds         |
| Korkkiruuvi                                     | Assises / Whirlwind            | Vekoma                        | Särkänniemi       | Finlande    | Whirlwind à Clacton Pier                      |
| Rat Ride Devenu Raptor Attack en 2010.          | Métal / WildCat                | Anton Schwarzkopf             | Lightwater Valley | Royaume-Uni | Wild Cat à Manning's Amusement Park           |
| Skyliner                                        | Bois                           | Philadelphia Toboggan Company | Lakemont Park     | États-Unis  | Skyliner à Roseland Park                      |
| Starchaser                                      | Assises en intérieur / JetStar | Anton Schwarzkopf             | Kentucky Kingdom  | États-Unis  | Starchaser à Beech Bend                       |
| Traumlandbahn                                   | Assises / Münchner Bahn        | Anton Schwarzkopf             | Neue Traumland    | Allemagne   | Münchner Bahn au Speelland Beekse Bergen (nl) |

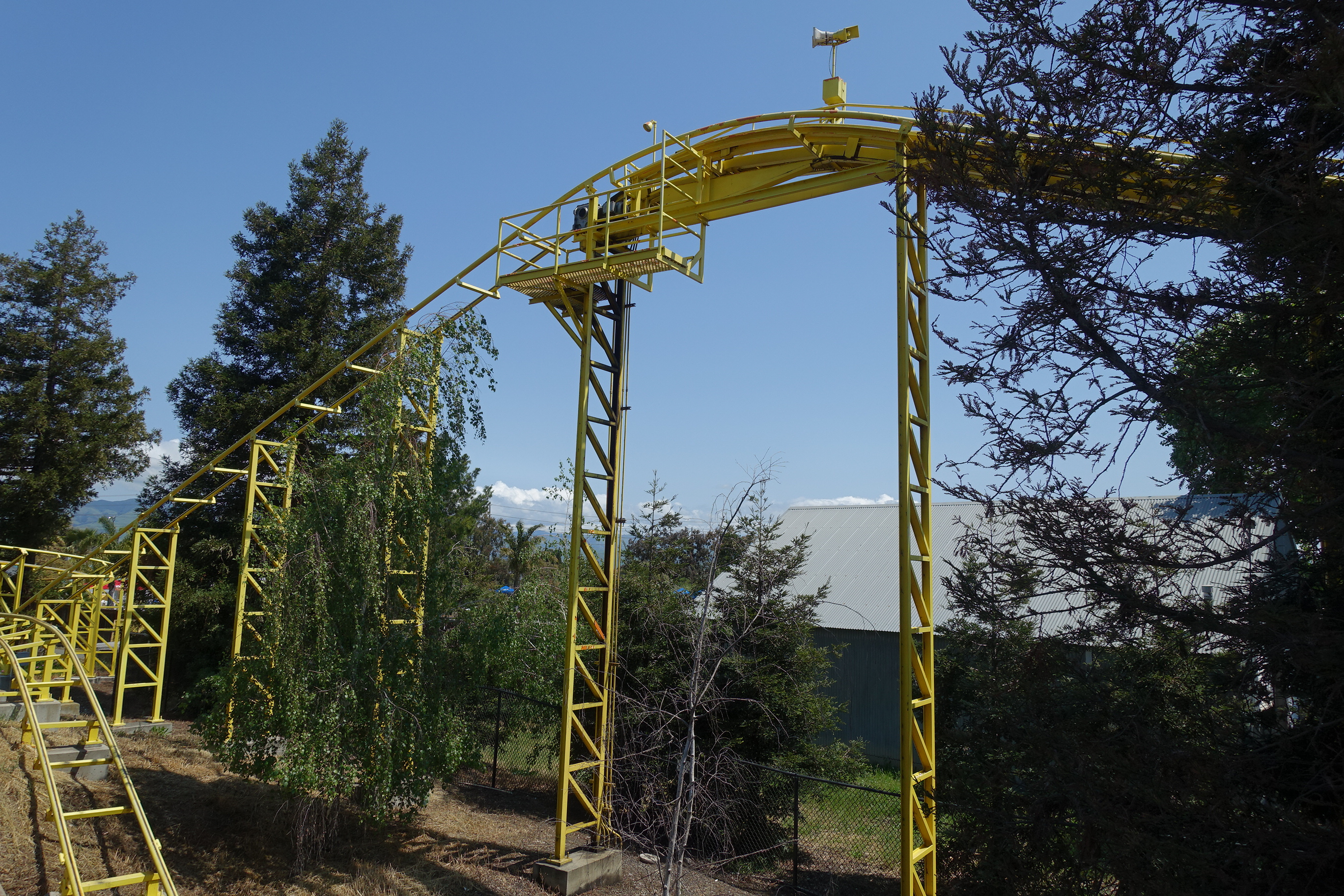
Blue Streak à Great America
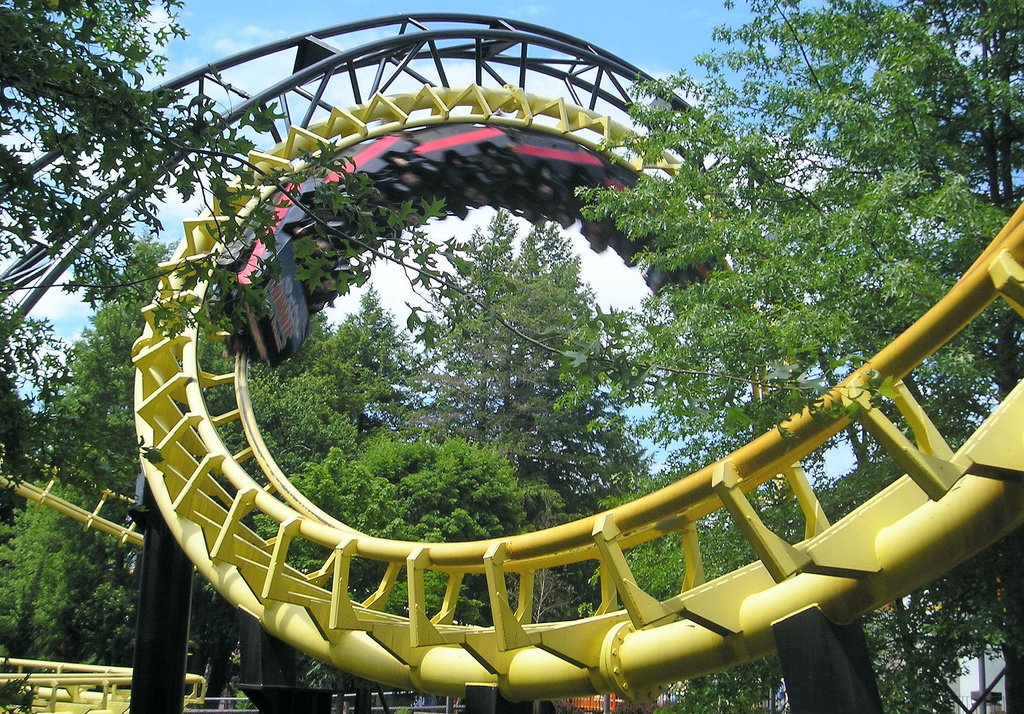
Canobie Corkscrew à Canobie Lake Park
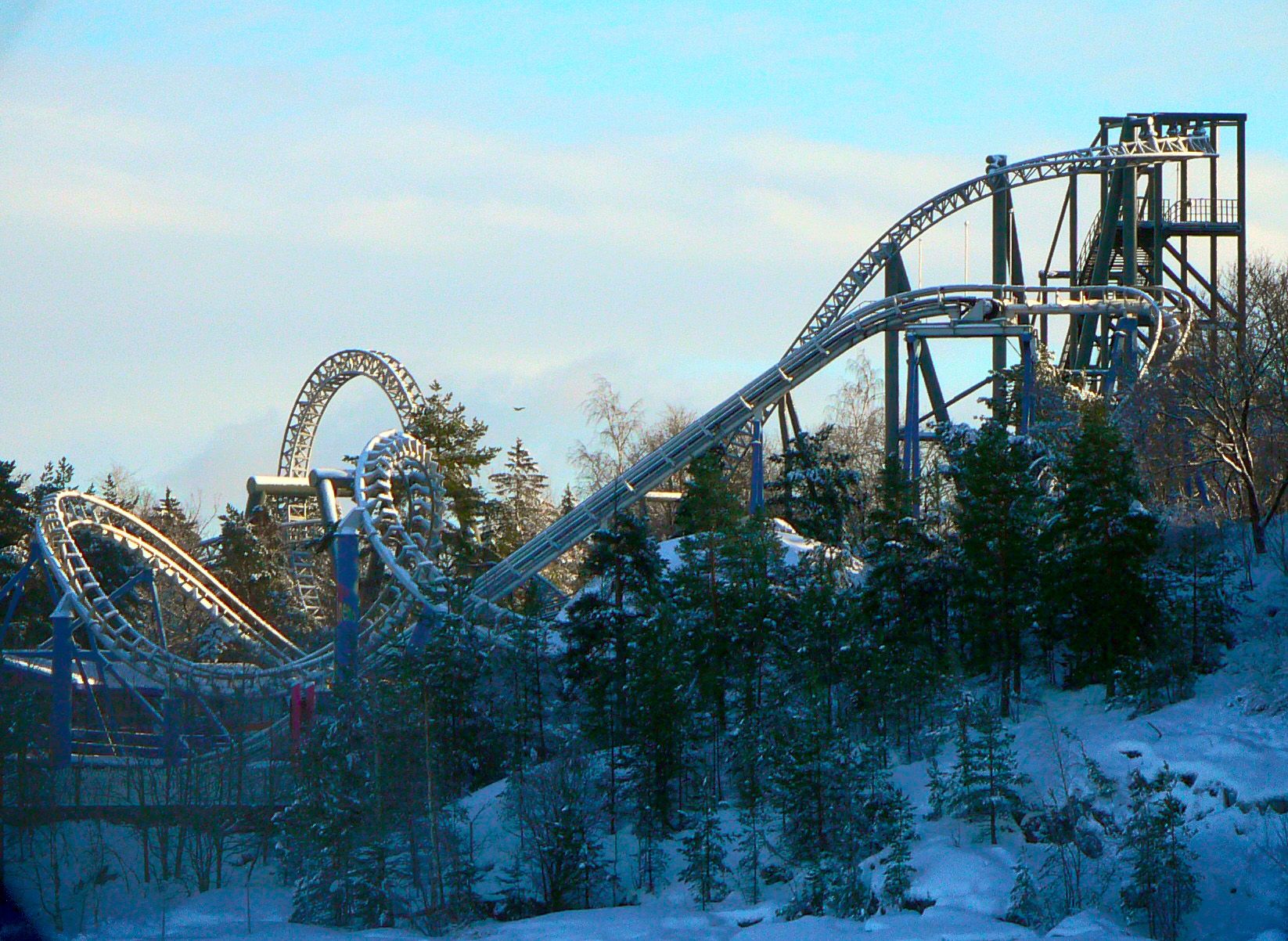
Korkkiruuvi à Särkänniemi
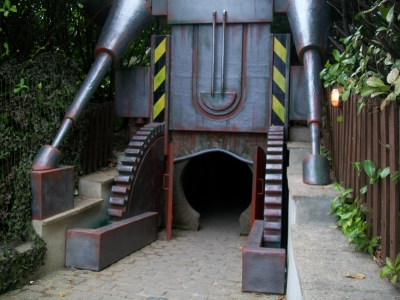
Rat Ride à Lightwater Valley
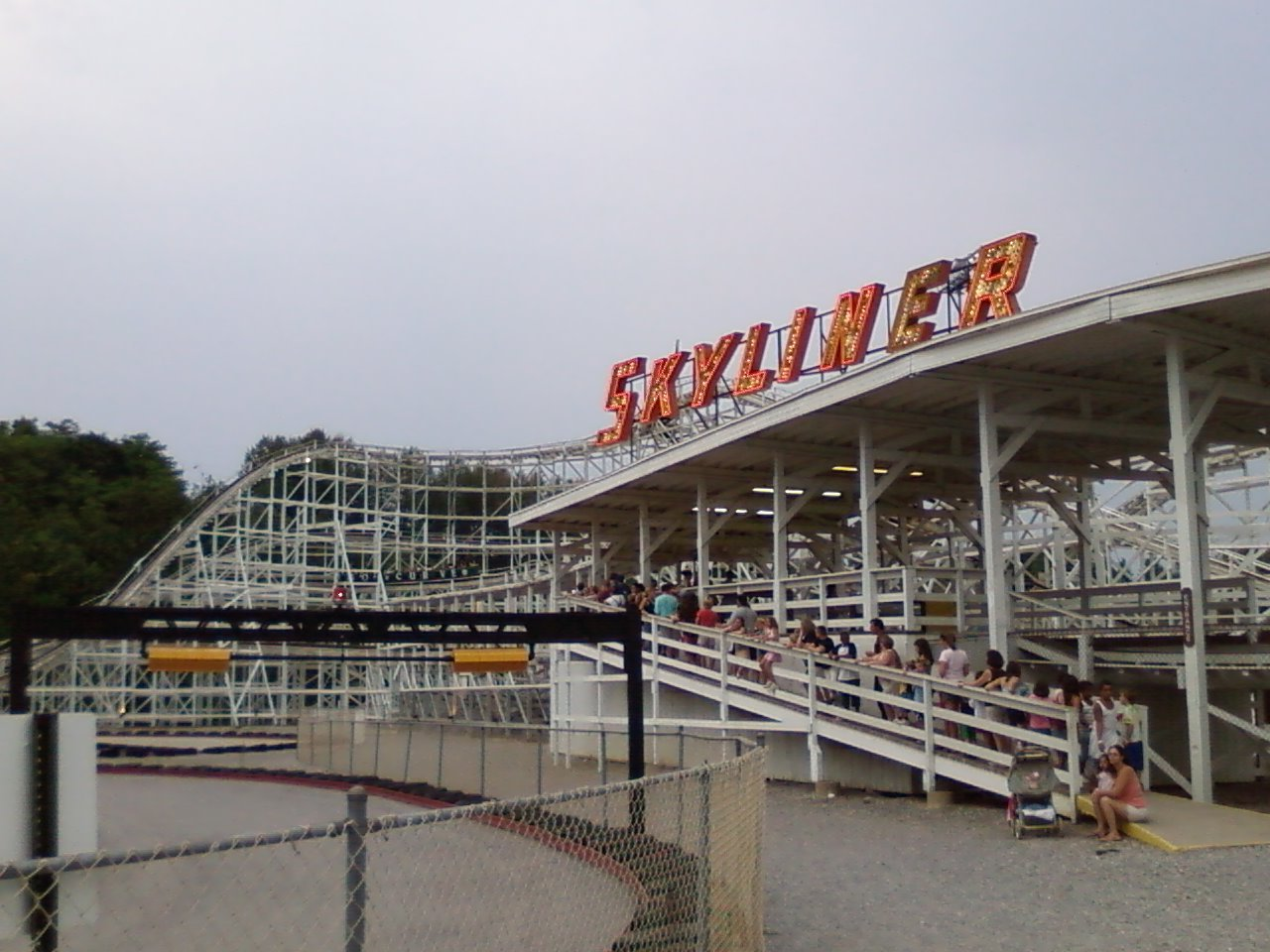
Skyliner à Lakemont Park

#### Nouveautés
| Nom                                                        | Type/Modèle         | Constructeur              | Parc                            | Pays         |
| ---------------------------------------------------------- | ------------------- | ------------------------- | ------------------------------- | ------------ |
| Air Race Devenu Dream Catcher en 2006.                     | Suspendues          | Vekoma                    | Bobbejaanland                   | Belgique     |
| Bat                                                        | Navette/Boomerang   | Vekoma                    | Canada's Wonderland             | Canada       |
| Big Apple                                                  | Junior/Big Apple    | Pinfari                   | Botton's Pleasure Beach         | Royaume-Uni  |
| Big Boom                                                   | Assise              | Meisho Amusement Machines | Nasu Highland Park              | Japon        |
| Big Thunder Mountain                                       | Train de la mine    | Vekoma                    | Tokyo Disneyland                | Japon        |
| Boomerang                                                  | Navette/Boomerang   | Vekoma                    | Zygofolis                       | France       |
| Boomerang                                                  | Navette/Boomerang   | Vekoma                    | Hafan y Môr Holiday Park        | Royaume-Uni  |
| Buffalo Mountain Coaster                                   | E-Powered           | Zamperla                  | Drayton Manor                   | Royaume-Uni  |
| Buffalo Ride                                               | E-Powered           | Zamperla                  | American Adventure              | Royaume-Uni  |
| Circus Clown                                               | Junior/Circus Clown | Pinfari                   | Chessington World of Adventures | Royaume-Uni  |
| Dragon Coaster                                             | E-Powered           | Zamperla                  | Everland Resort                 | Corée du Sud |
| Dragon                                                     | Junior              | Soquet                    | Jardin d'acclimatation (Paris)  | France       |
| Dragon Flyer                                               | E-Powered           | S.D.C.                    | Camelot Theme Park              | Royaume-Uni  |
| Familienachterbahn                                         | Junior/Tivoli       | Zierer                    | Château Beck                    | Allemagne    |
| Galaxy                                                     | Assises / Galaxi    | S.D.C.                    | Noble Park Funland              | États-Unis   |
| Gruvbanan                                                  | E-Powered           | Mack Rides                | Skara Sommarland                | Suède        |
| Iron Dragon                                                | Suspendues          | Arrow Dynamics            | Cedar Point                     | États-Unis   |
| Le Dragon des Sortilèges                                   | E-Powered           | Mack Rides                | Mirapolis                       | France       |
| Lisebergbanan                                              | Assise              | Zierer/BHS                | Liseberg                        | Suède        |
| Mine d'Or Devenu Bouzouc en 2006 puis Bag Express en 2012. | Train de la mine    | Soquet                    | Parc Bagatelle                  | France       |
| Polar Coaster                                              | Assise              | Hopkins Rides             | Story Land                      | Royaume-Uni  |
| Runaway Train                                              | E-Powered           | Mack Rides                | Chessington World of Adventures | Royaume-Uni  |
| Tarzungle                                                  | Junior/Tivoli       | Zierer                    | Zygofolis                       | France       |
| TGV Devenu L'Express                                       | Assise              | Soquet                    | Fraispertuis-City               | France       |
| Vortex                                                     | Assise              | Arrow Dynamics            | Kings Island                    | États-Unis   |
| Wagon Wheels' Mine Train Devenu Runaway Train en 1997.     | E-Powered           | Interlink                 | American Adventure              | Royaume-Uni  |

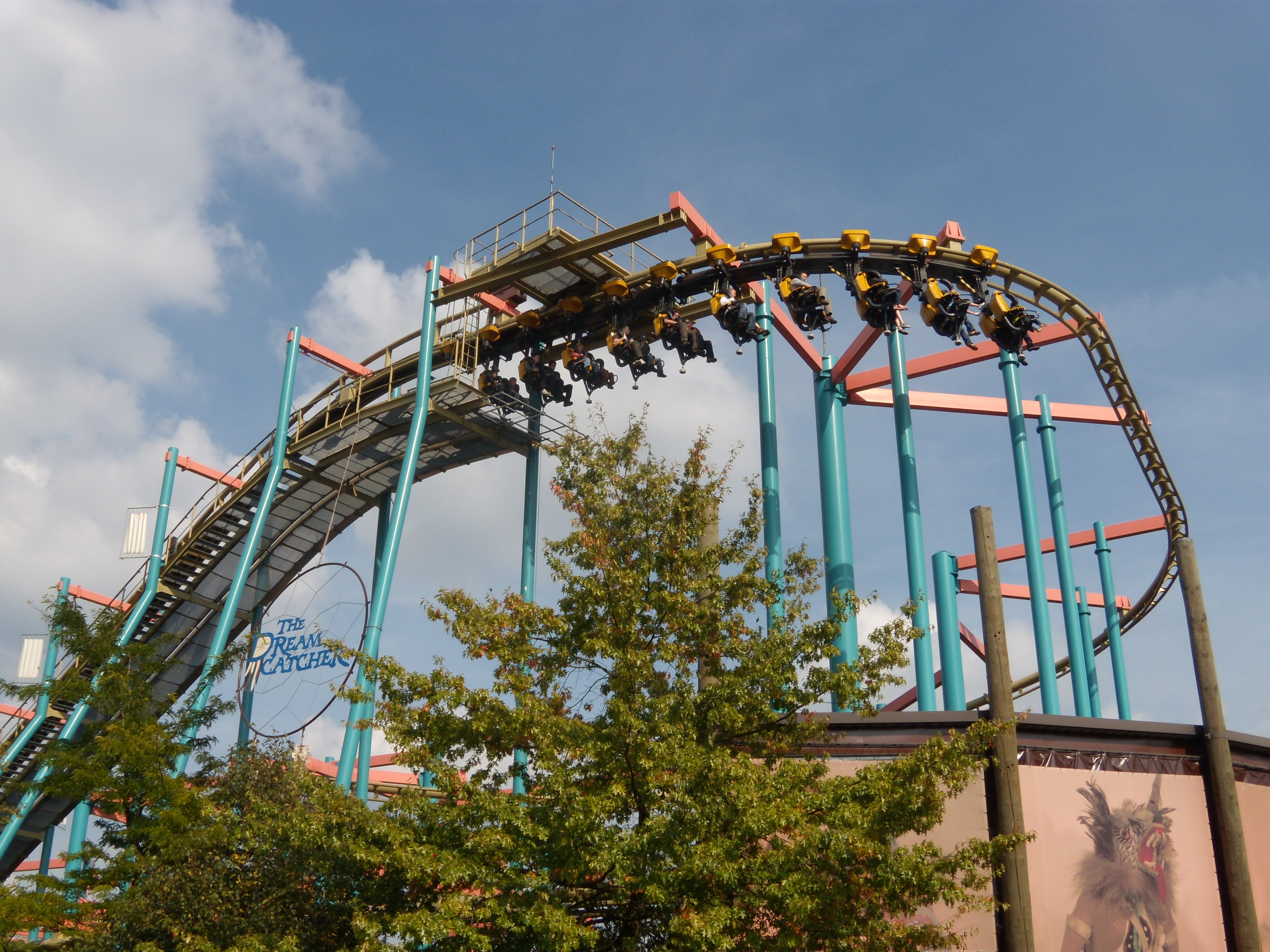
Air Race à Bobbejaanland
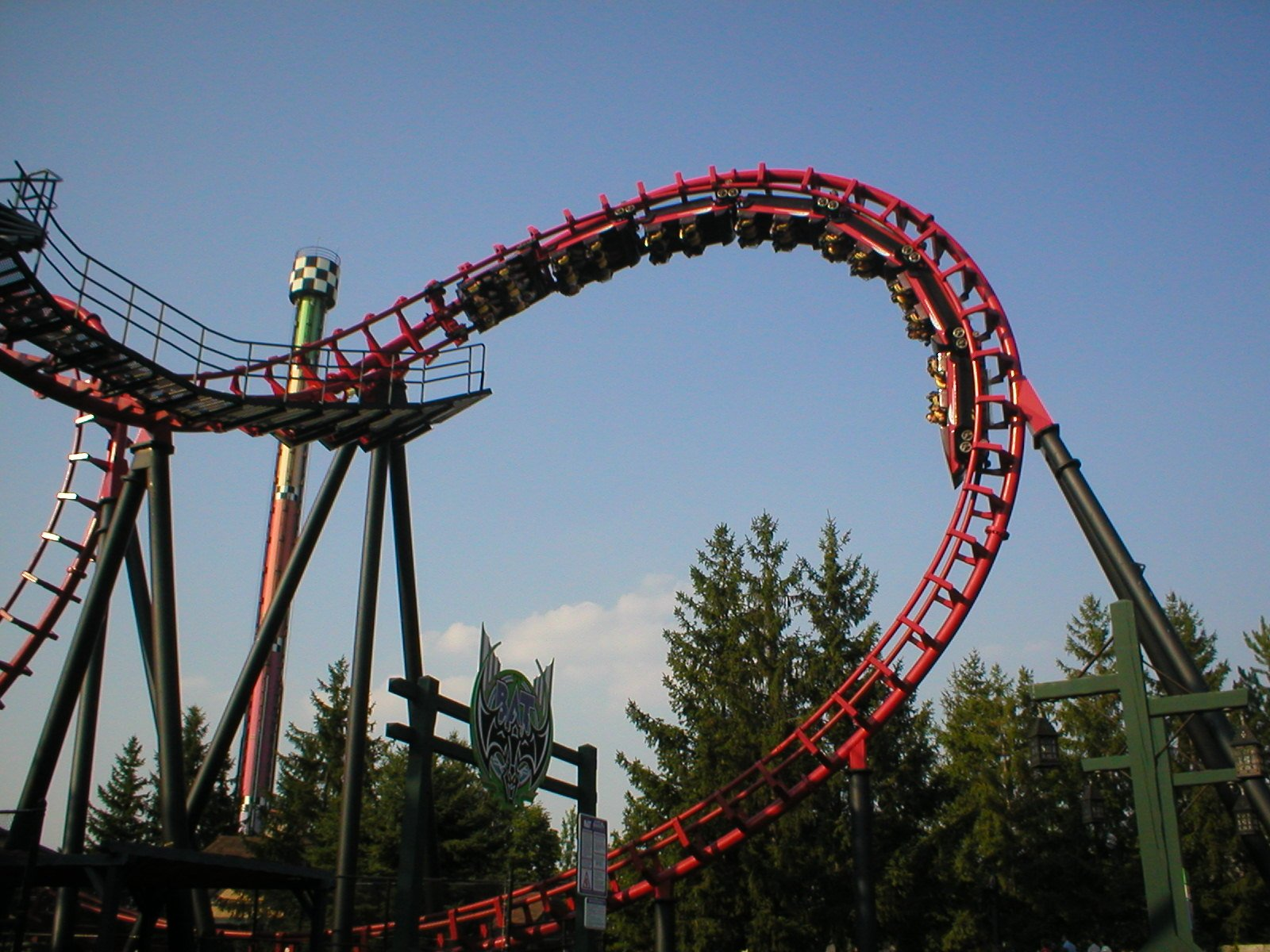
Bat à Canada's Wonderland
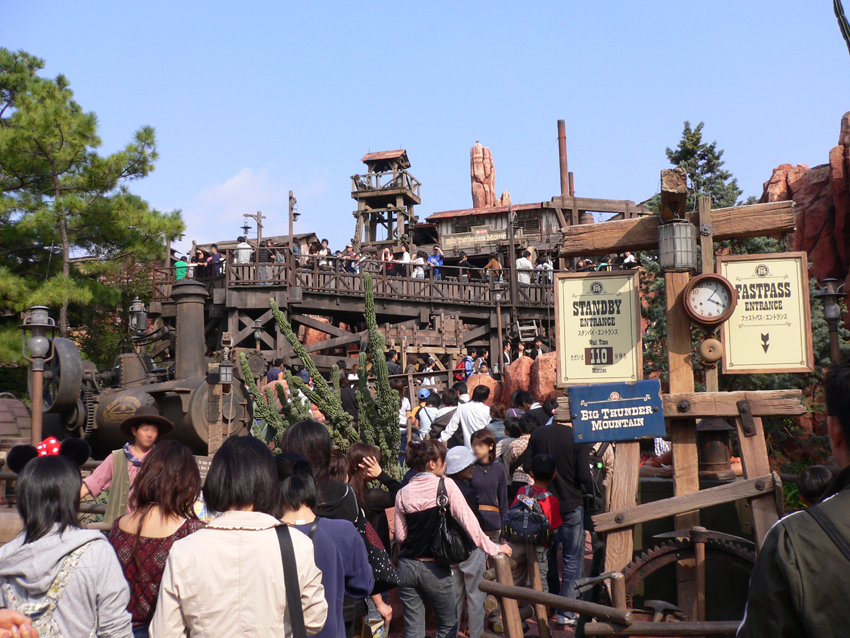
Big Thunder Mountain à Tokyo Disneyland
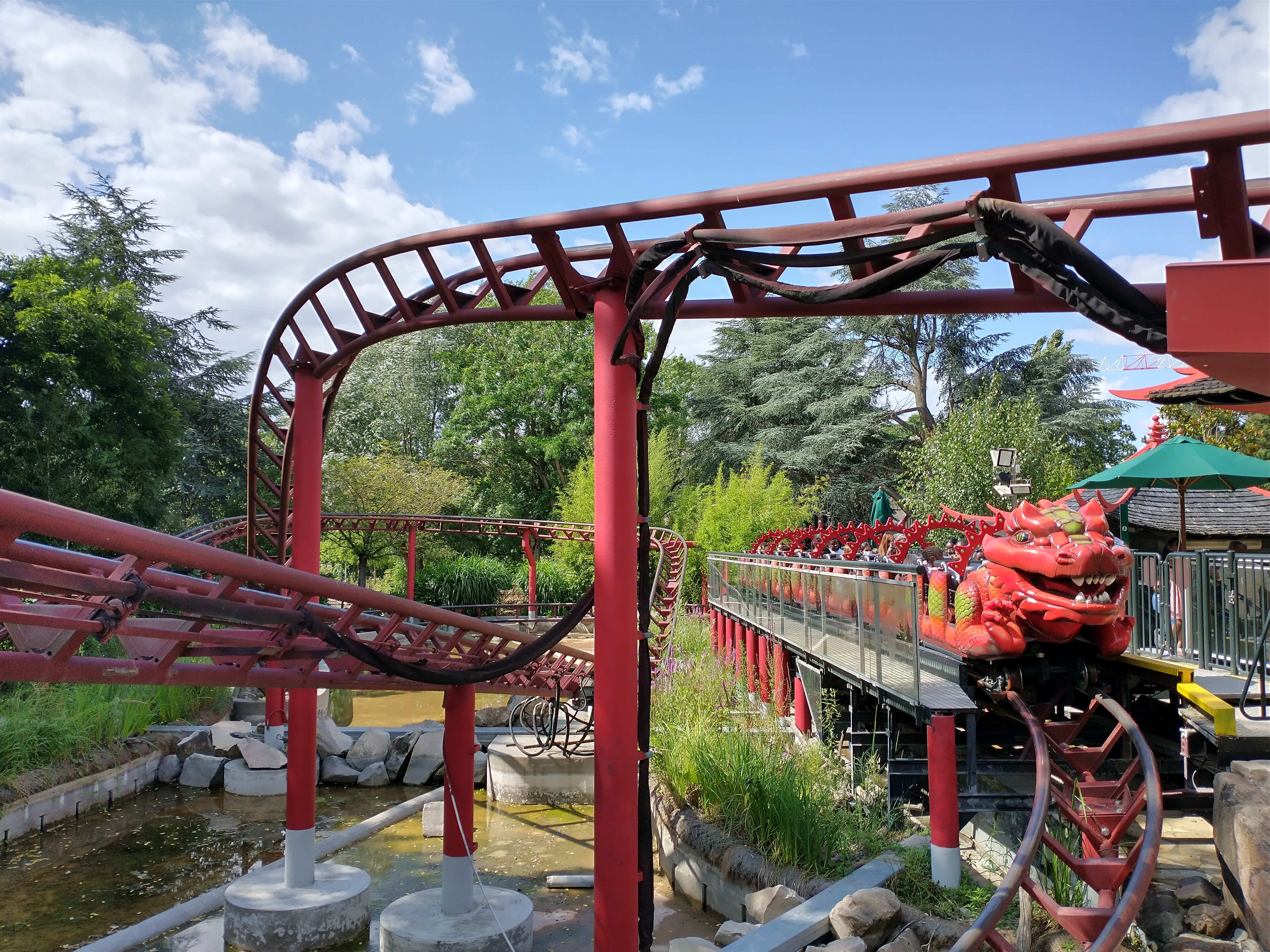
Dragon au Jardin d'acclimatation
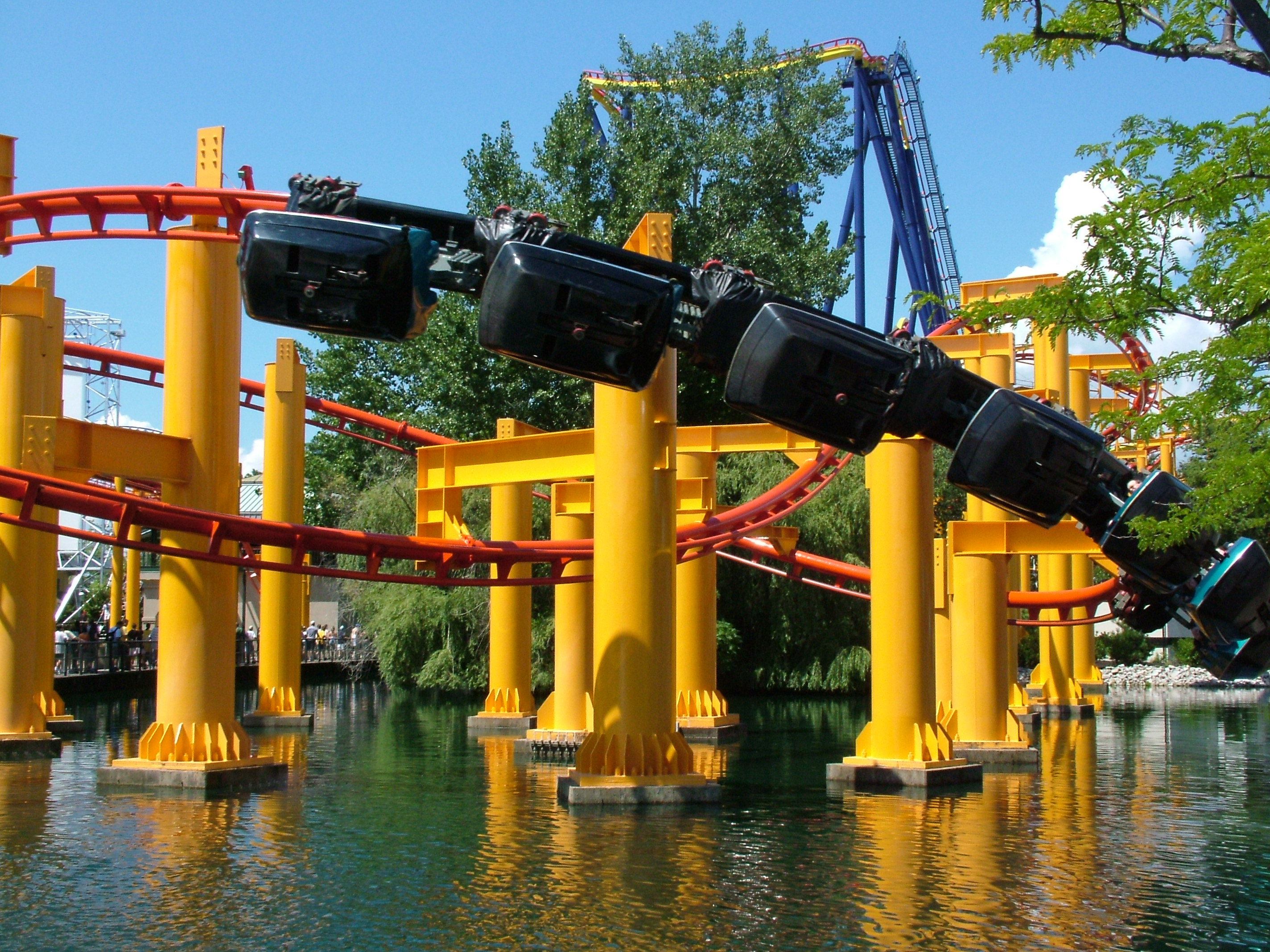
Iron Dragon à Cedar Point
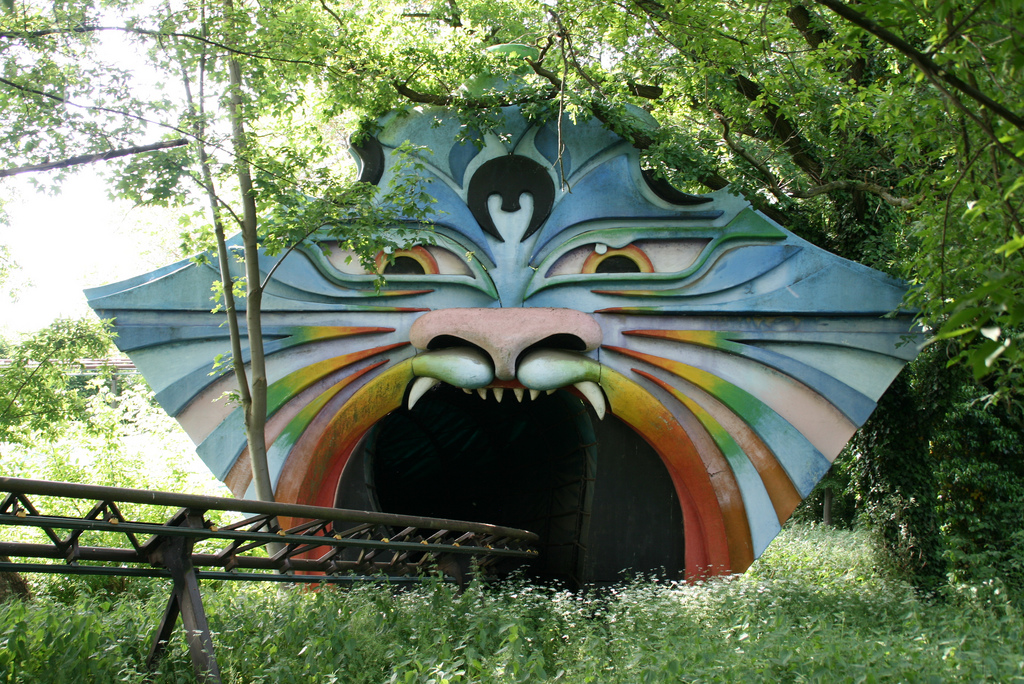
Le Dragon des sortilèges à Mirapolis
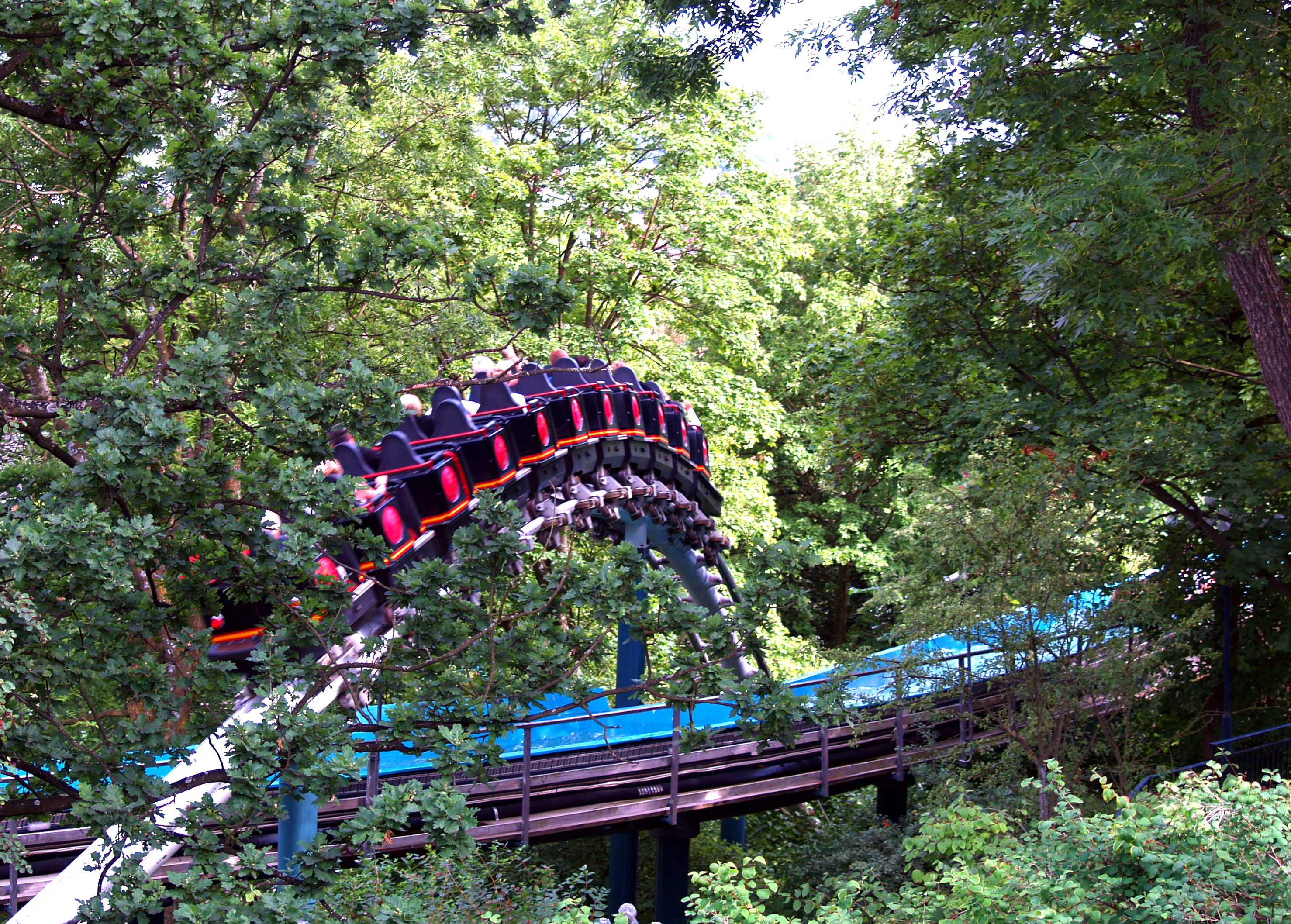
Lisebergbanan à Liseberg
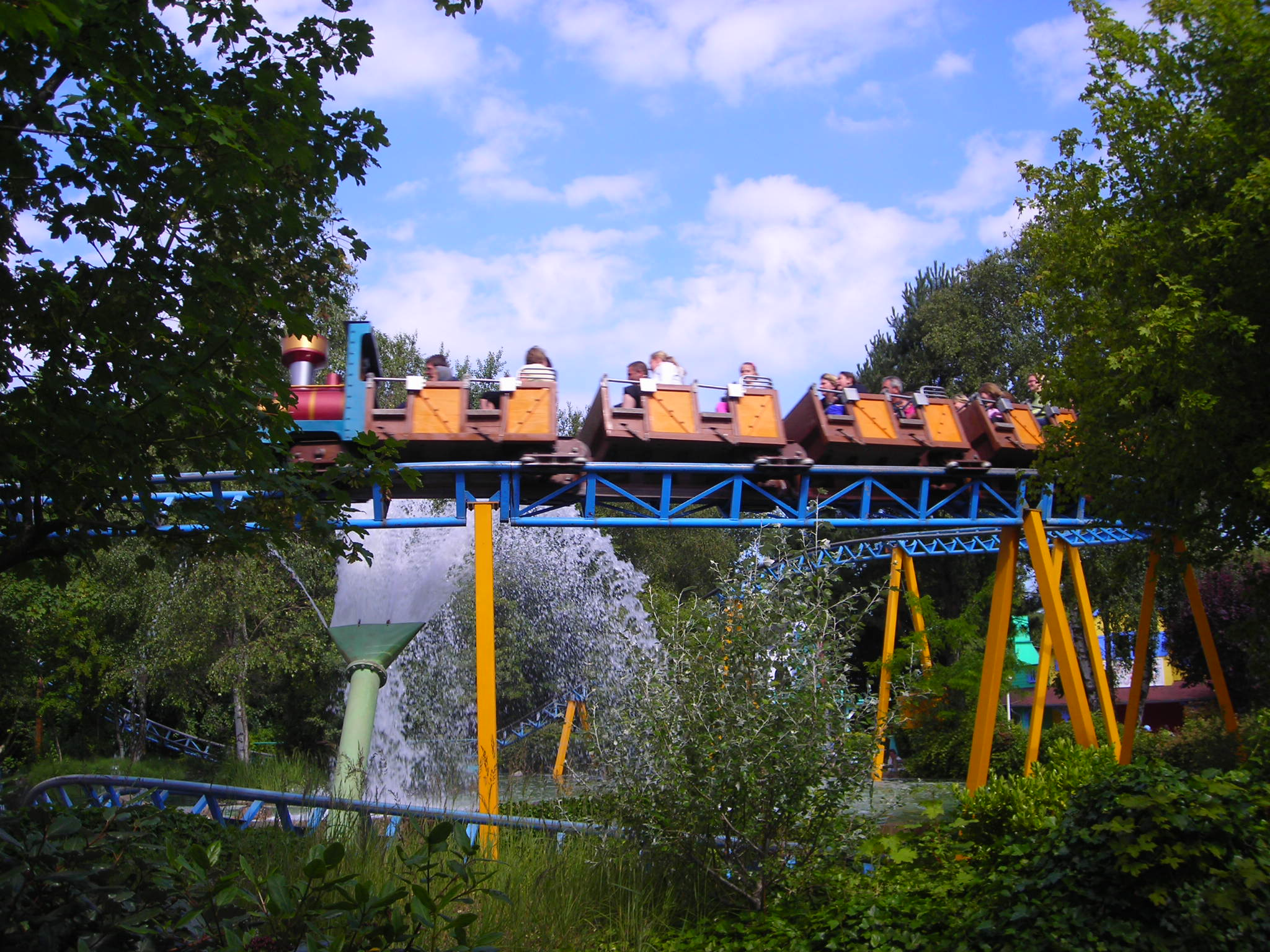
Mine d'or engloutie au Parc Bagatelle
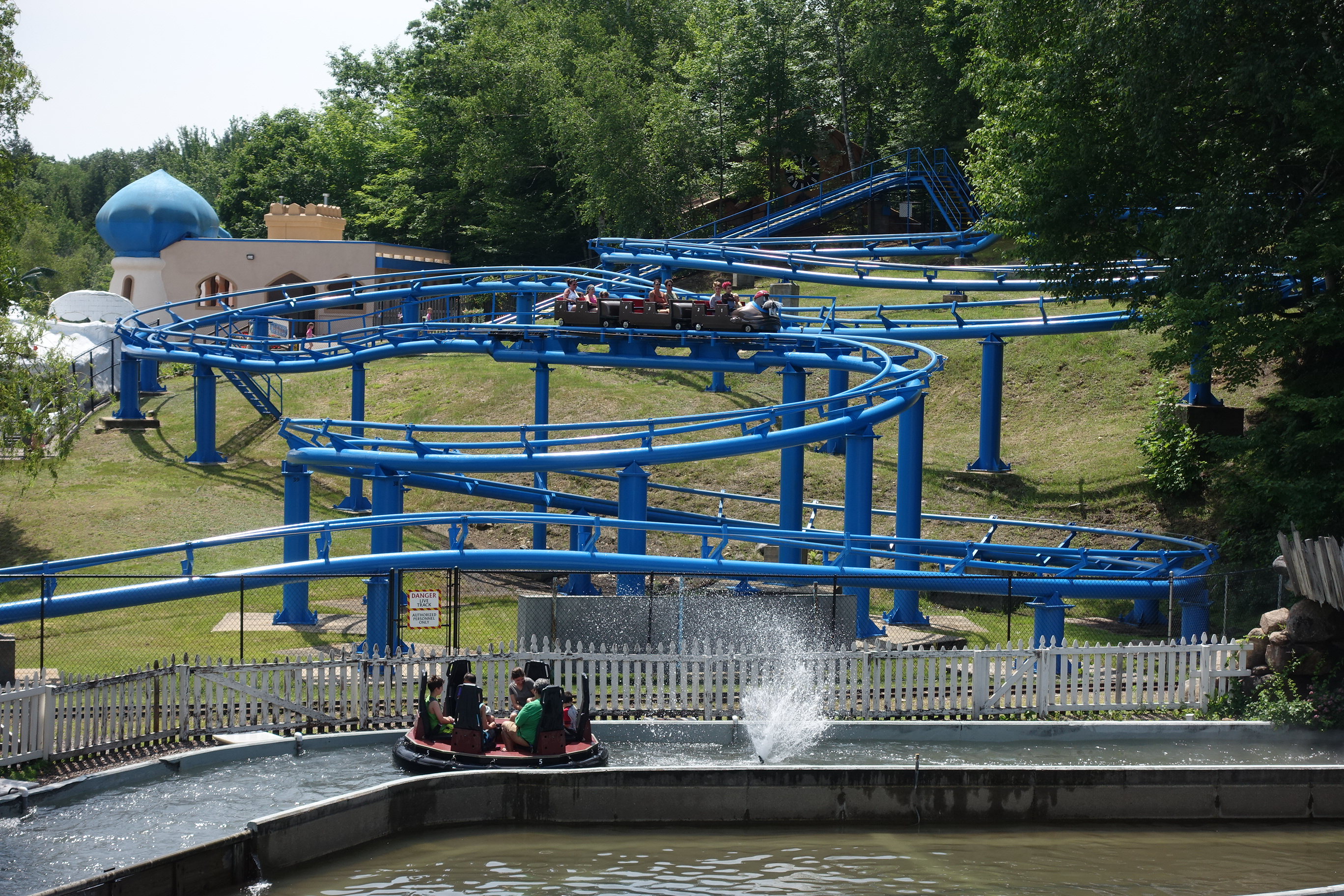
Polar Coaster à Story Land
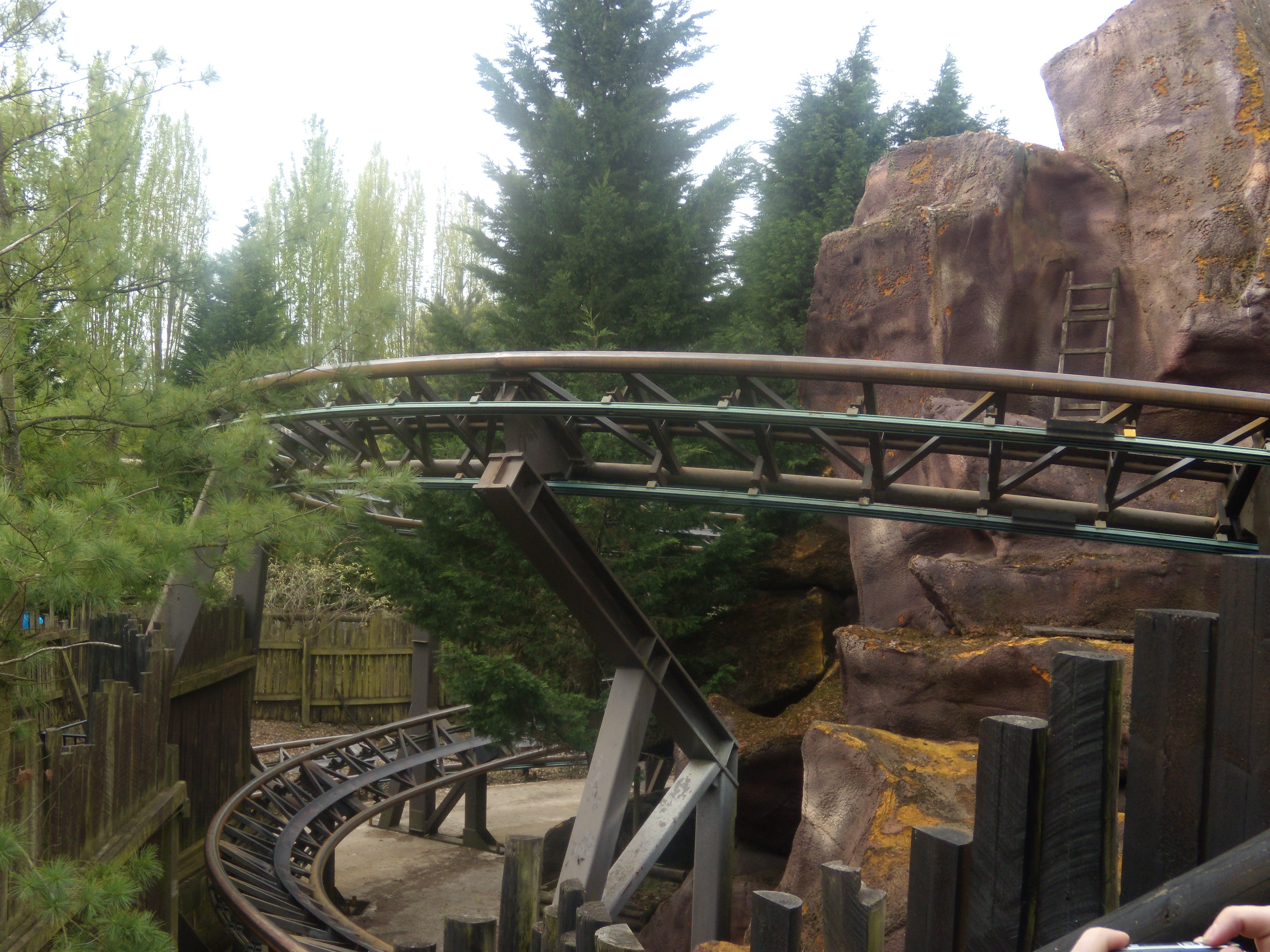
Runaway Train à Chessington World of Adventures
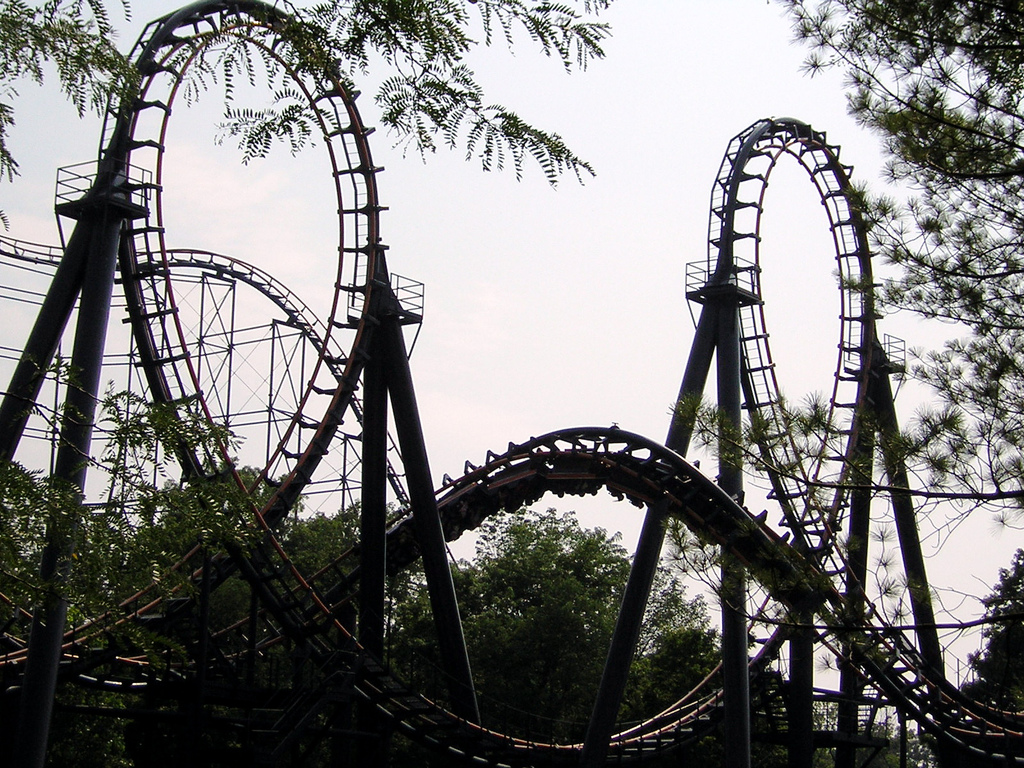
Vortex à Kings Island

### Autres attractions
| Nom                                                                    | Type/Modèle              | Constructeur                | Parc                            | Pays        |
| ---------------------------------------------------------------------- | ------------------------ | --------------------------- | ------------------------------- | ----------- |
| Adventure Jungle Devenu Africa Cruise en 2013.                         | Tow boat ride            | Mack Rides                  | Nigloland                       | France      |
| Bateau ivre                                                            | Looping Starship         | Intamin                     | Zygofolis                       | France      |
| Bateau pirate                                                          | Bateau à bascule         | Huss Rides                  | Bellewaerde                     | Belgique    |
| Bounty                                                                 | Bateau à bascule         | Intamin                     | Heide Park                      | Allemagne   |
| Canyon River Rapids                                                    | Rivière rapide en bouée  | Intamin                     | Hersheypark                     | États-Unis  |
| Captain Eo                                                             | Cinéma en relief         | Walt Disney Imagineering    | Tokyo Disneyland                | Japon       |
| Cascade                                                                | Bûches                   | Reverchon Industries        | Zygofolis                       | France      |
| Castle Carrousel                                                       | Carrousel                | Walt Disney Imagineering    | Tokyo Disneyland                | Japon       |
| Burg Falkenstein                                                       | Parcours scénique        | Mack Rides                  | Holiday Park                    | Allemagne   |
| Descente des Rapides                                                   | Bûches                   | Mack Rides                  | Mirapolis                       | France      |
| Dragon Falls Devenu Tiger Rock en 2018.                                | Bûches                   | Mack Rides                  | Chessington World of Adventures | Royaume-Uni |
| Flying Jumbos Devenu Elmer’s Flying Jumbos en 2020.                    | Manège avion             | Preston & Barbieri          | Chessington World of Adventures | Royaume-Uni |
| Gargantua                                                              | Parcours scénique        | Reverchon Industries et SFP | Mirapolis                       | France      |
| Il Lago del Sogno                                                      | Croisière scénique       |                             | Fiabilandia                     | Italie      |
| Kingdom of the Dinosaurs                                               | Parcours scénique        |                             | Knott's Berry Farm              | États-Unis  |
| Le bateau pirate                                                       | Bateau à bascule         | Huss Rides                  | Mirapolis                       | France      |
| Marauder's Mayhem                                                      | Tasses                   | Mack Rides                  | Alton Towers                    | Royaume-Uni |
| Musik Express                                                          | Music Express            | Mack Rides                  | Kennywood                       | États-Unis  |
| Octopus                                                                | Pieuvre                  | CAH Holland                 | Bellewaerde                     | Belgique    |
| Pagode                                                                 | Tour d'observation       | Intamin                     | Efteling                        | Pays-Bas    |
| Piraten in Batavia                                                     | Barque scénique          | Mack Rides                  | Europa-Park                     | Allemagne   |
| Panoraama                                                              | Tour d'observation       | Intamin                     | Linnanmäki                      | Finlande    |
| Rivière des castors                                                    | Parcours en bateaux      |                             | Mirapolis                       | France      |
| Saw Mill Plunge                                                        | Bûches                   | Arrow Dynamics              | Lake Compounce                  | États-Unis  |
| Screamer                                                               | Enterprise               | Anton Schwarzkopf           | Lagoon                          | États-Unis  |
| Splash Water Falls                                                     | Shoot the Chute          | Hopkins Rides               | Six Flags Over Texas            | États-Unis  |
| Star Tours                                                             | Cinéma dynamique         | Walt Disney Imagineering    | Disneyland                      | États-Unis  |
| Swan Boats                                                             | Tow boat ride            | Intamin                     | Alton Towers                    | Royaume-Uni |
| The 5th Dimension Devenu Terror Tomb en 1994 puis Tomb Blaster en 2002 | Parcours scénique        | Mack Rides                  | Chessington World of Adventures | Royaume-Uni |
| Thunder Canyon                                                         | Rivière rapide en bouées | Intamin                     | Valleyfair                      | États-Unis  |
| Thunder River Devenu Rumba Rapids en 2002.                             | Rivière rapide en bouées | Intamin                     | Thorpe Park                     | Royaume-Uni |
| Valle dei Re Devenu Ramses: il Risveglio en 2009.                      | Parcours scénique        | Eagle Enterprises           | Gardaland                       | Italie      |
| Ville d'Ys                                                             | Parcours scénique        | Mack Rides et SFP           | Mirapolis                       | France      |

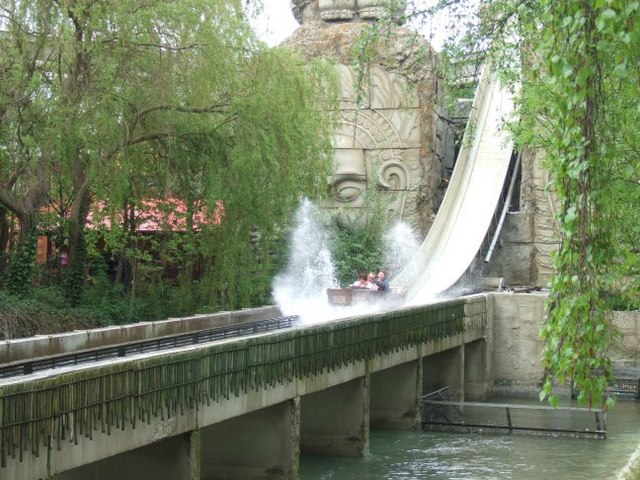
Dragon Falls à Chessington World of Adventures
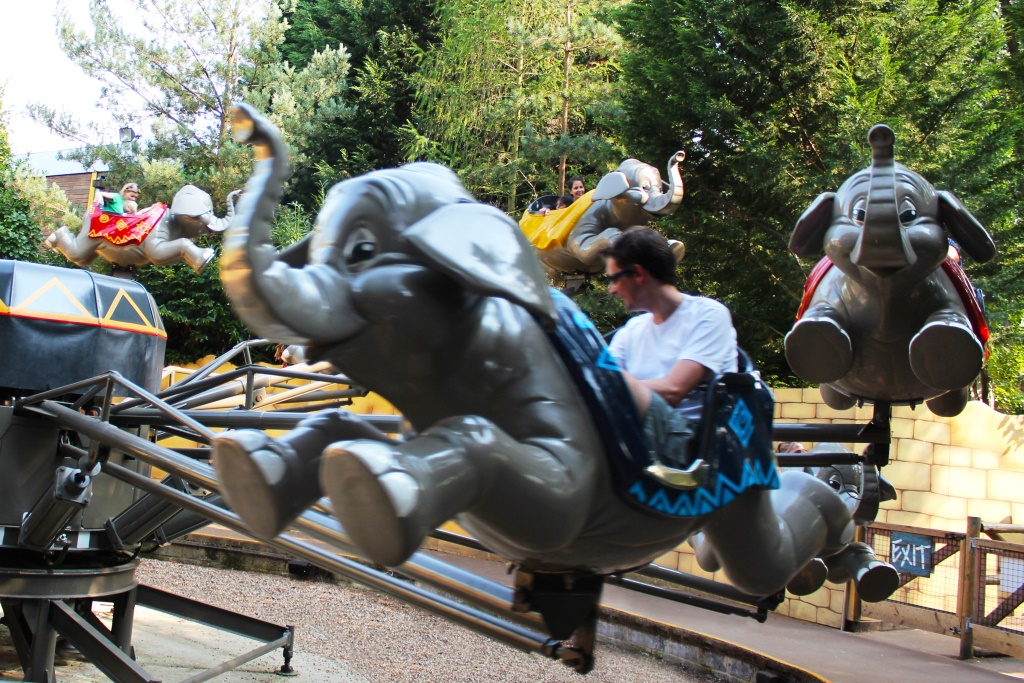
Flying Jumbos à Chessington World of Adventures
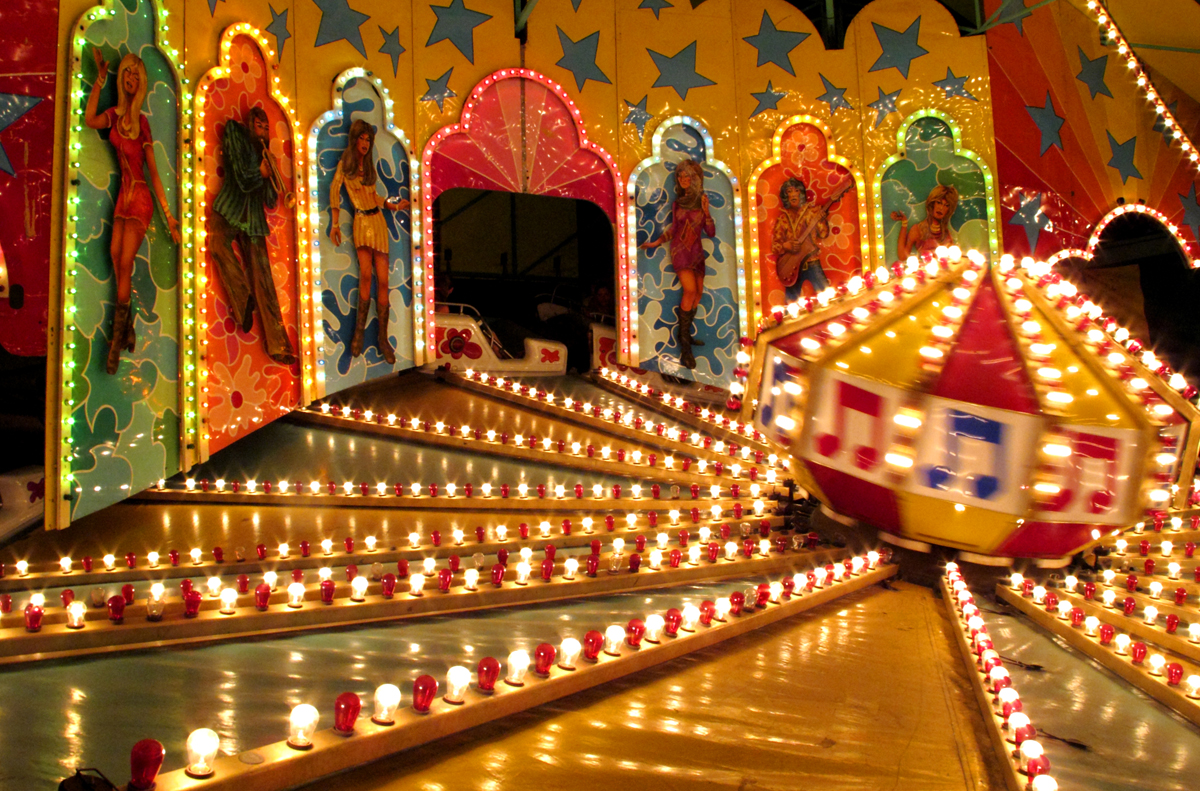
Musik Express à Kennywood
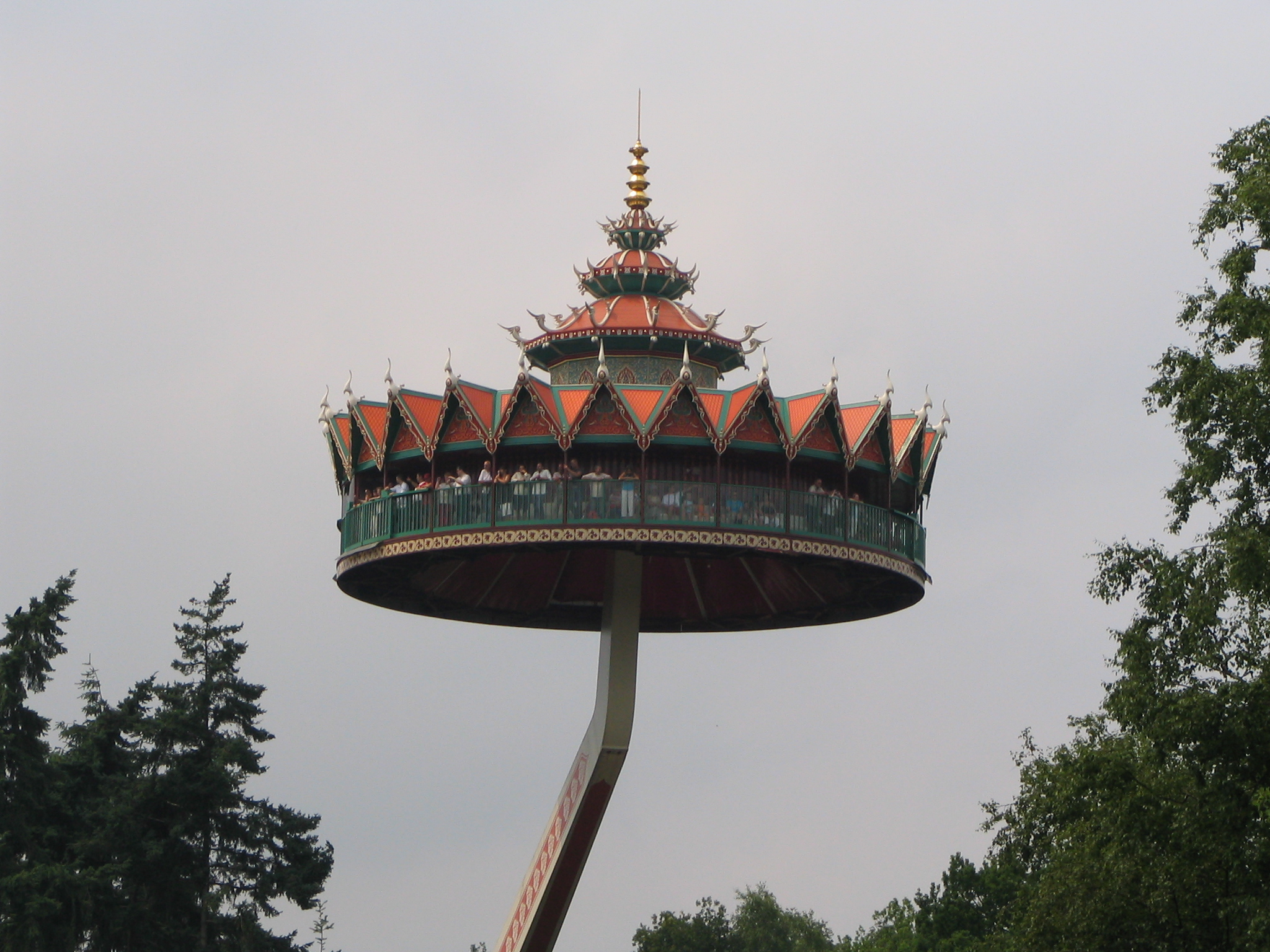
Pagode à Efteling
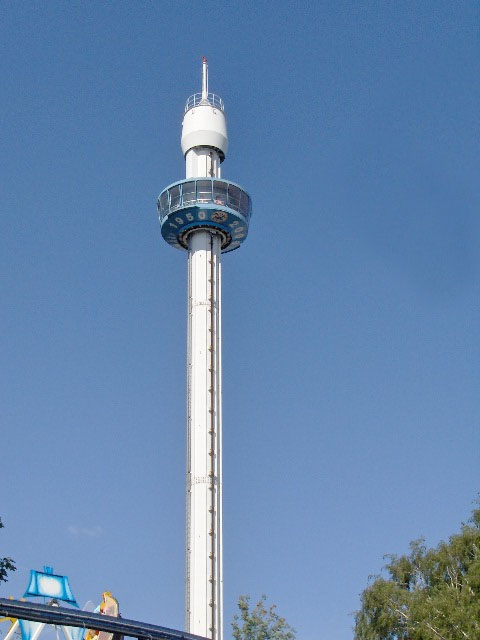
Panoraama à Linnanmäki
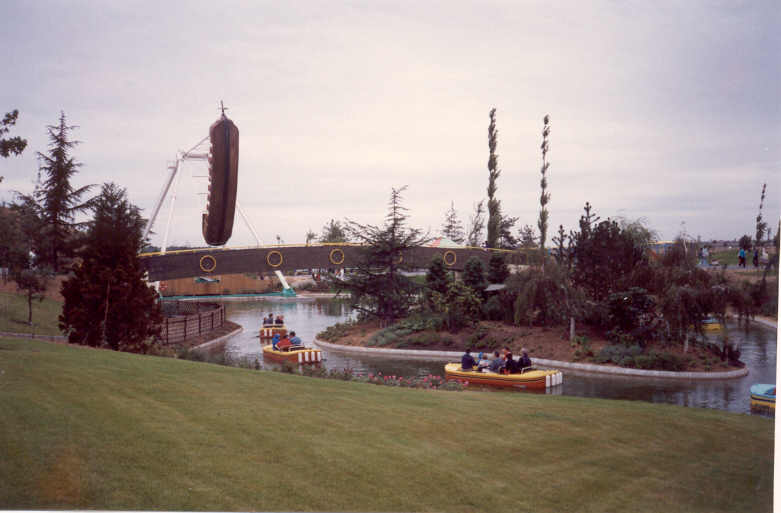
Rivière des castors et le bateau pirate à Mirapolis
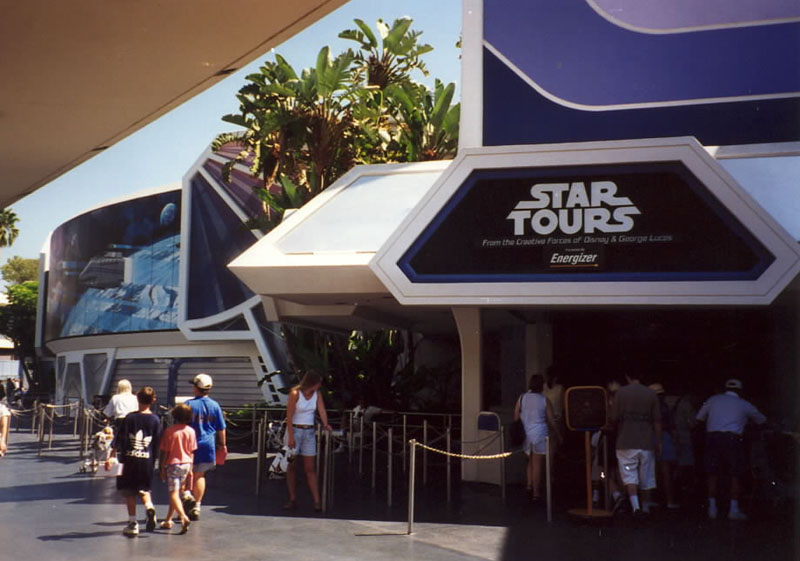
Star Tours à Disneyland
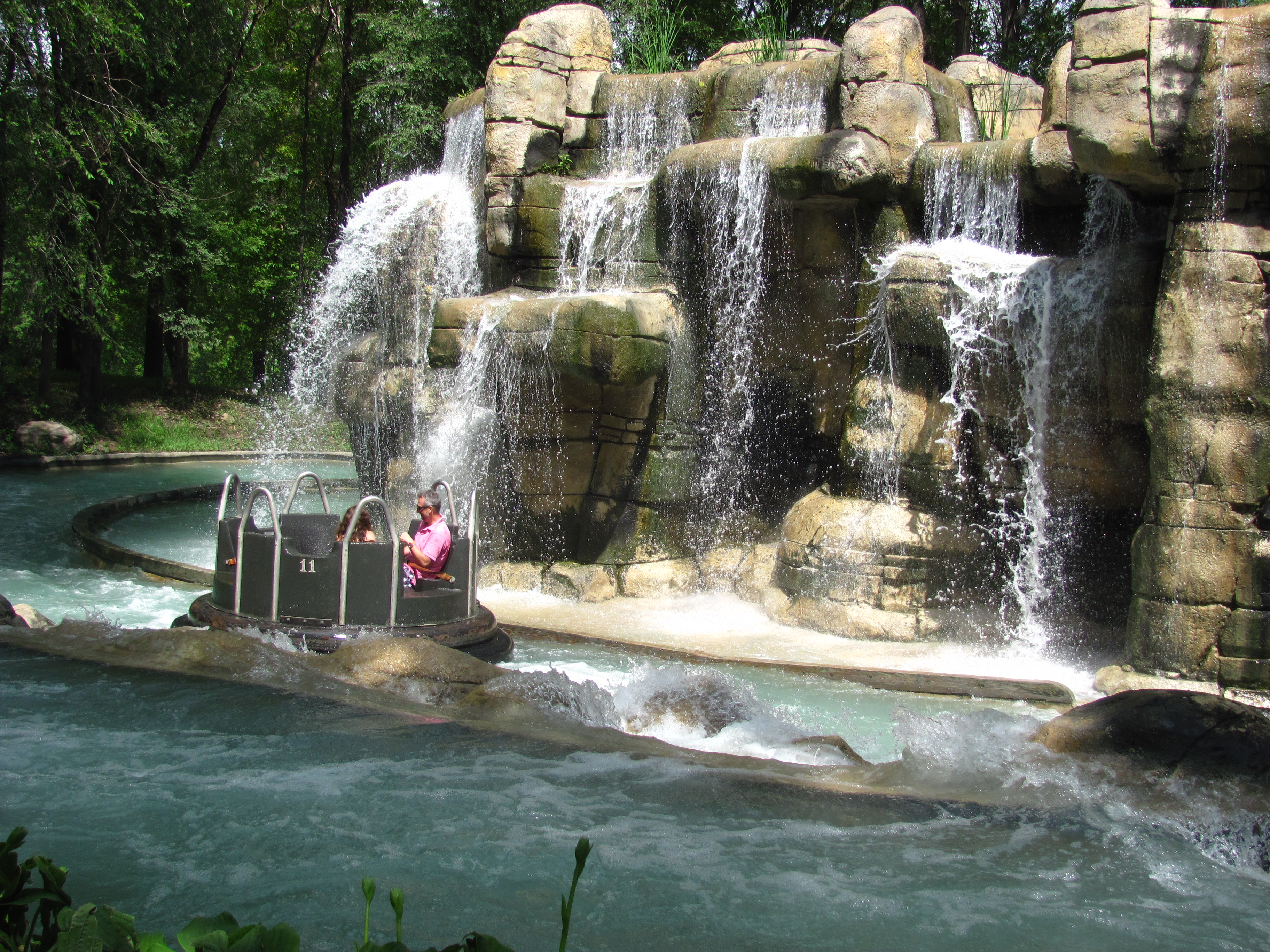
Thunder Canyon à Valleyfair
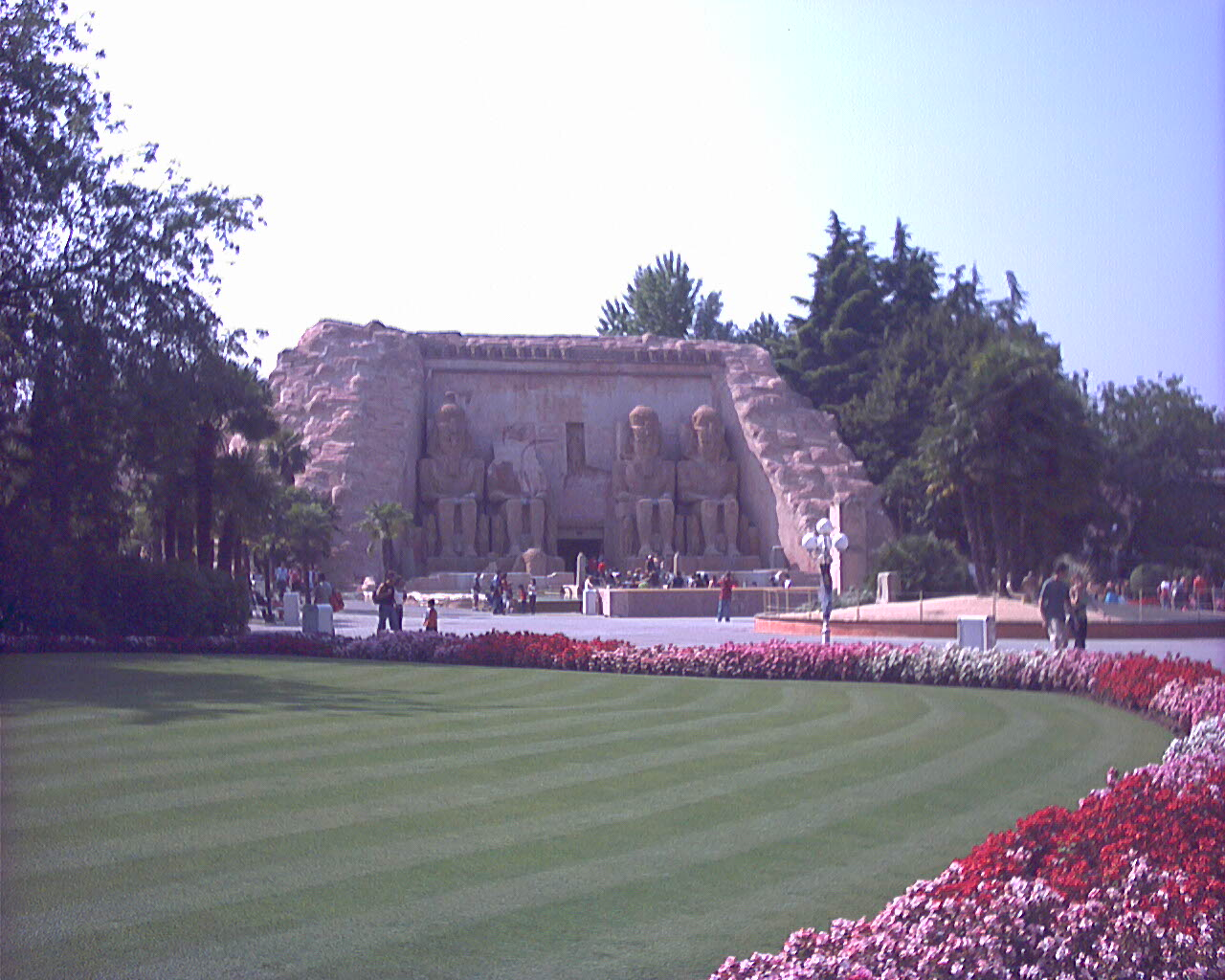
Valle dei Re à Gardaland

#### Délocalisations
| Nom      | Type / Modèle | Constructeur | Parc                            | Pays       | Anciennement                       |
| -------- | ------------- | ------------ | ------------------------------- | ---------- | ---------------------------------- |
| Freefall | Freefall      | Intamin      | Rocky Point Amusement Park (en) | États-Unis | The Edge à Six Flags Great America |